# Bachman-Turner Overdrive II
| Recensione                        | Giudizio    |
| --------------------------------- | ----------- |
| AllMusic                          | [ 2 ]       |
| Robert Christgau                  | B+          |
| The New Rolling Stone Album Guide | [ 4 ]       |
| Sputnikmusic                      | 3.7 (Great) |
| Dizionario del Pop-Rock           | [ 6 ]       |

Bachman-Turner Overdrive II è il secondo album in studio del gruppo musicale canadese Bachman-Turner Overdrive, pubblicato nel dicembre 1973.

## Tracce
Lato A
1. Blown – 4:17 (Randy Bachman, Tim Bachman)
2. Welcome Home – 5:32 (Randy Bachman)
3. Stonegates – 3:50 (C.F. Turner)
4. Let It Ride – 4:21 (C.F. Turner, Randy Bachman)

Lato B
1. Give It Time – 5:44 (C.F. Turner)
2. Tramp – 4:03 (Randy Bachman, Rob Bachman)
3. I Don't Have to Hide – 4:24 (Tim Bachman)
4. Takin' Care of Business – 4:51 (Randy Bachman)

## Formazione
- Randy Bachman - chitarra solista, cori
- Randy Bachman - voce solista (brani: Welcome Home / Tramp / Takin' Care of Business)
- Tim Bachman - seconda chitarra solista, cori
- Tim Bachman - voce solista (brani: Blown / I Don't Have to Hide)
- C.F. Turner - basso, cori
- C.F. Turner - voce solista (brani: Stonegates / Let It Ride / Give It Time)
- Rob Bachman - batteria, percussioni

Sessionman
- Norman Durkee - pianoforte (brano: Takin' Care of Business)

Note aggiuntive
- Randy Bachman - produttore
- Registrato (e mixato) al Kaye-Smith Studios di Seattle (Stato di Washington, Stati Uniti)
- Buzz Richmond - ingegnere delle registrazioni
- Marc Sterling - assistente ingegnere delle registrazioni
- Gilbert Kong - mastering
- John Austin - equipment
- Direzione: Bruce Allen Management, Vancouver, B.C., Canada
- Jim Ladwig - art director
- John Youssi - design album
- Dave Roels - fotografie[9]